# آکیرا (فیلم ۲۰۱۶)
آکیرا (به هندی: Akira) فیلمی محصول سال ۲۰۱۶ و به کارگردانی ای‌آر موروگادوس است. در این فیلم بازیگرانی همچون سوناکشی سینها، کونکونا سن شارما، آنورانگ کاشیاپ، اورمیلا ماهانتا، آمیت ساد، رائی لاکشمی ایفای نقش کرده‌اند.

## خلاصه داستان
آکیرا دختر کوچکی است که در کنار پدر و مادرش زندگی می‌کند. او روزی به‌طور اتفاقی شاهد یک جنایت می‌شود که توسط گروهی از مردان غیرمسلح رخ می‌دهد وآنها در حال پاشیدن اسید روی صورت زنی هستند. آکیرا با پلیس همکاری می‌کند تا جنایتکاران را شناسایی کنند و…